# Cerkiew Zwiastowania Przenajświętszej Bogurodzicy w Kołomyi
Cerkiew Zwiastowania Przenajświętszej Bogurodzicy – zabytkowa cerkiew w Kołomyi, od 2018 r. greckokatolicka (wcześniej Ukraińskiego Kościoła Prawosławnego Patriarchatu Moskiewskiego).
Świątynia znajduje się na cmentarzu, przy ulicy Karpackiej (droga wylotowa do Iwano-Frankiwska).
Budowla drewniana, wzniesiona w 1587 (najstarsza cerkiew w Kołomyi). Obok świątyni krzyż-pomnik ofiar wielkiego głodu na Ukrainie.
Świątynia początkowo prawosławna, później unicka, po II wojnie światowej ponownie prawosławna. W 2017 r. budynek cerkwi został zajęty przez grekokatolików (pretekstem akcji było umieszczenie przez prawosławnych w świątyni ikony Świętych Cierpiętników Carskich). Mimo protestu prawosławnych, w 2018 r. grekokatolicy oficjalnie przejęli cerkiew, organizując przy niej swoją parafię.

## Galeria

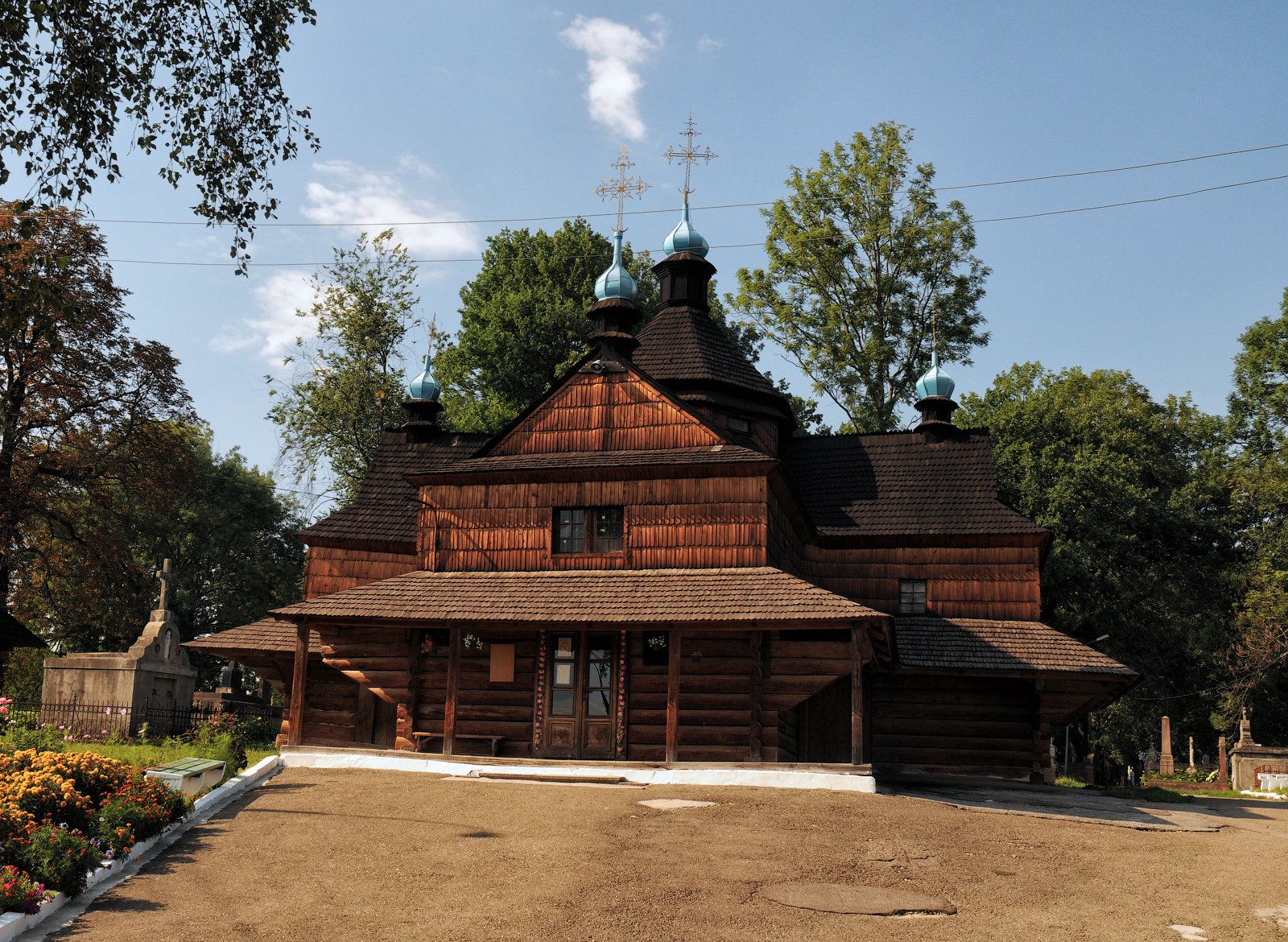
Cerkiew od frontu
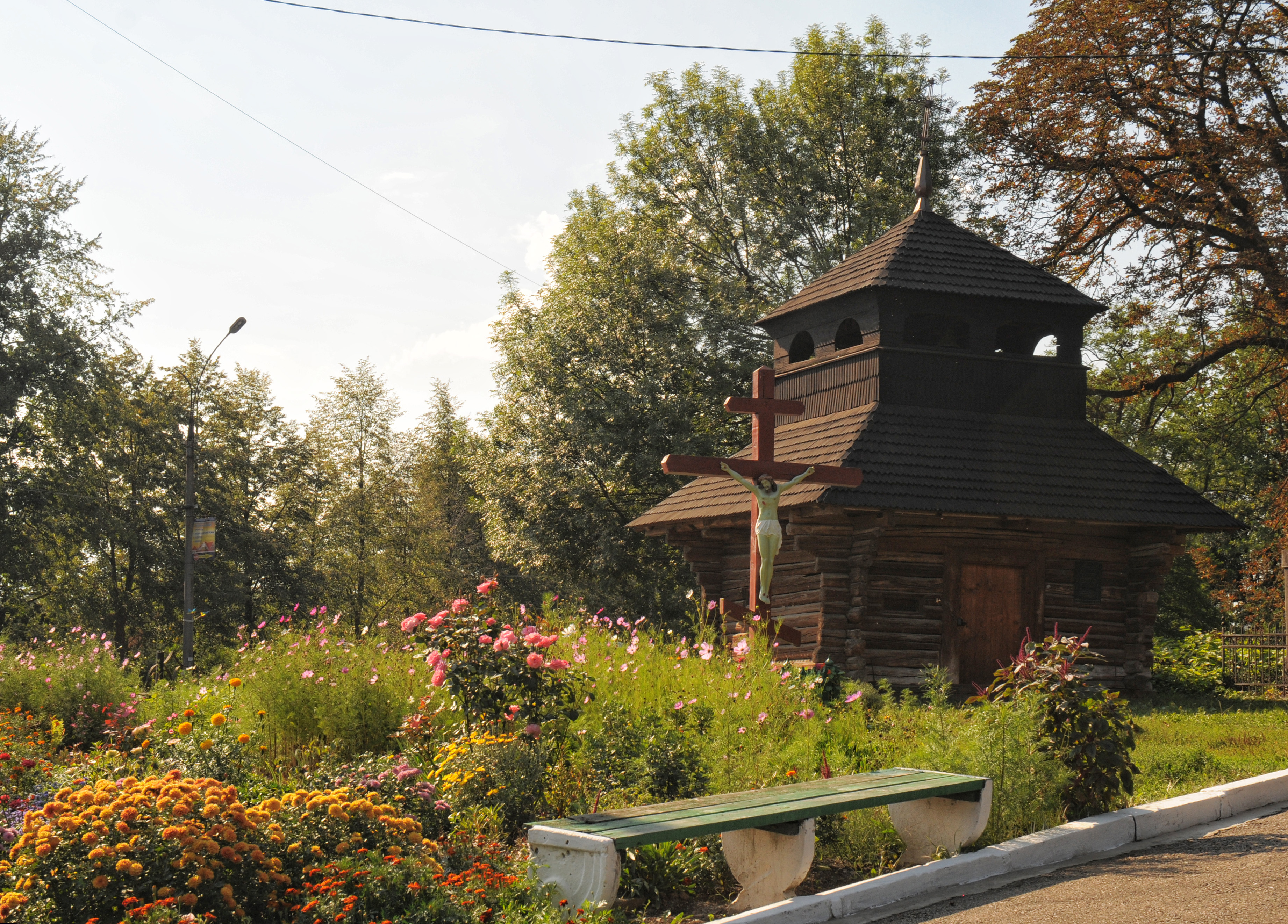
Dzwonnica